# Hallomenus tokejii
Hallomenus tokejii là một loài bọ cánh cứng trong họ Tetratomidae. Loài này được Nomura & Katô miêu tả khoa học đầu tiên năm 1958.